# 坂本麻里ベレン
坂本 麻里ベレン（さかもと まりベレン、 Marybelen Sakamoto、1998年12月21日 - ）は、日本の元料理講師。ミス・ユニバース・ジャパン2022として知られる。

## 経歴・人物
1998年12月21日、日系ペルー人の父と日本人の母のもと東京都に生まれる。ペルーには行ったことがないが、スペイン語が飛び交うなか、千葉県で育つ。父がペルーの料理を作ってくれたりもした。
5歳のときから音楽をはじめ、ピアノ・クラリネット・コントラバス・エレキベースを習得。高校3年生在学中に日比谷野外音楽堂でオープニングアクトに出演したこともある。清泉女子大学文学部英語英文学科卒業。
大学卒業後は祖母の教育の影響もあり、ABCクッキングスタジオの料理講師として活動。
2022年8月25日、東京都で開催された「2022　ミス・ユニバース・ジャパンファイナル」で優勝、日本を代表してミス・ユニバース2022に出場する資格を得る。報道によると、優勝決定の瞬間は涙を流し「クラウンをつけてもらったとき、信じられなくて夢かと思い、歩くときも１歩目がフラフラした」という。
2022年8月29日、長崎市の田上富久市長を訪問。世界大会では「平和」をテーマに千羽鶴をモチーフにしたナショナルコスチュームの着用を検討しており、市長も折り鶴を提供した。9月29日、山梨県の長崎幸太郎知事を表敬訪問。ミス・ユニバース・ジャパンとしてのクラウンは甲府市のデザイナー・清田智誠によって制作されたことにちなむ。12月13日、岸田首相を表敬訪問。首相も自ら折った折り鶴を手渡し坂本を激励した。
2023年1月、ルイジアナ州ニューオーリンズで開催されたミス・ユニバース2022決勝に出場する。
1月11日（日本時間1月12日）に行われたPreliminary Competition（予選）では、水着とイブニングドレスの審査が行われた。水着審査では明るい黄色の水着に、与謝野晶子が日露戦争に出兵する弟に宛てて書いた詩をあしらったケープをまとって登場。イブニングドレス審査では、着物をモチーフに日本の伝統美を活かしたドレスで会場を魅了した（株式会社 MY groupのプレスリリースによる）。続いて行われたNational Costume Showでは、330羽以上の折り鶴を使ったドレスを着用、2200羽以上の折り鶴を使った錫杖を携帯して登場。岸田首相や長崎県知事の作った折り鶴も含む。また、このドレスは貸衣装屋で使わなくなった白無垢などをリメイクした、サステイナブルに配慮したもの。
2023年1月14日の決勝では入賞（Top16）はかなわなかった。